# Faksimile
En faksimile (latin: fac = gør; simile = ens) er en nøjagtig gengivelse af et dokument eller lignende ved hjælp af særlige fotografiske eller tryktekniske metoder. Bøger kan være faksimileudgaver, dvs. som ligner originalen i både indhold og udseende. 

## Andre anvendelser
En fax (en maskine til gengivelse af grafik eller et dokument sendt over telenettet) er en sammentrækning af faksimile. 
En faksimile-radioudsendelse er en billedtelegrafisk udsendelse, der via radio kan sende aviser, der kan udskrives på særlige modtagere.
Faksimiletelegrafi er elektronisk overførsel af billeder over telegrafnettet.
En digital faksimile er et eller flere digitale billeder med affotograferinger af indhold og layout af en bog eller et dokument.
Faksimile er et af de få danske ord, som kan være både fælleskøn (en faksimile) og intetkøn (et faksimile).